# Rajnath Singh
Rajnath Singh (hindi राजनाथ सिंह, ur. 10 lipca 1951 w Waranasi, stan Uttar Pradesh, Indie) – indyjski polityk, przewodniczący Indyjskiej Partii Ludowej od grudnia 2005 do grudnia 2009.

## Młodość
Rajnath Singh urodził się we wsi niedaleko miasta Varanasi w stanie Uttar Pradesh. Jego rodzice byli rolnikami. Singh ukończył fizykę na Uniwersytecie w Gorakhpur. Następnie został wykładowcą fizyki w mieście Mirzapur.

## Działalność polityczna
W 1964, w wieku 13 lat, Singh wstąpił do nacjonalistycznej organizacji Rashtriya Swayamsevak Sangh. W 1974 został sekretarzem partii Bharatiya Jan Sangh w mieście Mirzapur. Rok później został mianowany prezydentem tej partii w dystrykcie Mirzapur (stan Uttar Pradesh). W 1977 wszedł w skład Zgromadzenia Legislacyjnego stanu Uttar Pradesh z okręgu Mirzapur.
W 1984 Rajnath Singh został prezydentem organizacji młodzieżowej partii Indyjska Partia Ludowa (IPL) w stanie Uttar Pradesh. W 1988 objął funkcję prezydenta młodzieżówki IPL w całych Indiach.
W 1991 objął stanowisko ministra edukacji w rządzie lokalnym stanu Uttar Pradesh. Jako minister wsławił się usunięciem nauczania zniekształconej historii oraz rozszerzeniem programów nauczania matematyki w szkołach.
W 1996 Singh został wybrany w skład Rajya Sabhy, wyższej izby parlamentu. 25 marca 1997 objął funkcję prezydenta IPL w stanie Uttar Pradesh i w 1999 został ministrem transportu w rządzie lokalnym tego stanu. Dodatkowo w rządzie premiera Atala Behari Vajpayee objął stanowisko ministra rolnictwa.

## Przewodniczący Indyjskiej Partii Ludowej
24 grudnia 2005 po rezygnacji ze stanowiska przewodniczącego IPL przez Lal Krishnę Advaniego, Rajnath Singh został wybrany jego następcą. W listopadzie 2006 uzyskał jednogłośnie reelekcję na stanowisku.
Rajnath Singh przejmował partię, w czasie w którym przezywała ona wewnętrzny kryzys. W 2004 IPL przegrała wybory i oddała władzę (premier Vajpayee ustąpił), a rok później ze stanowiska przewodniczącego w atmosferze konfliktu ustąpił jej prominentny działacz, Advani.
Przywództwo Singha rozpoczęło się od porażek wyborczych IPL w pięciu stanach w maju 2006. Jednak w 2007 partia zwyciężyła w wyborach w stanie Uttar Pradesh, Pendżab oraz Uttarakhand.
W maju 2007 Rajnath Singh poparł kandydaturę Advaniego do urzędu premiera w wyborach parlamentarnych w 2009. Oficjalnie partia zatwierdziła tę kandydaturę 10 grudnia 2007.
W grudniu 2009 decyzją elity partyjnej został zastąpiony przez przewodniczącego IPL w Maharasztrze, Nitina Gadkariego.